# Мужское одиночное фигурное катание
Мужское одиночное фигурное катание — дисциплина фигурного катания.

## История
В XIX — начале XX веков в мужском одиночном катании доминировали австрийская, русская, немецкая, норвежская и шведская школы. Русская школа отличалась рисованием фигур: техничными обязательными, и исключительно сложными и красивыми «специальными». На первом неофициальном чемпионате мира в 1890 году Алексей Лебедев выиграл во всех трёх видах и по сумме. Высочайшим мастерством, особенно в «специальных» фигурах, отличался Николай Панин-Коломенкин, ставший олимпийским чемпионом 1908, прорисовав коньком на льду невероятно сложные узоры, поразив судей математической точностью рисунков. В 1901—1911 доминировал Ульрих Сальхов, отличавшийся качественными обязательными фигурами и впервые выполнивший прыжок сальхов, названный его именем.
После Первой мировой войны подавляющего преимущества добилась австрийская школа: Вилли Бёкль (выигрывал в 1925—1928), Карл Шефер (в 1930—1936, внёс много новых идей и первым исполнил двойной риттбергер в 1925) и Феликс Каспар (в 1937—1938).
После Второй мировой войны американцы и канадцы, не остановив на время войны, как европейцы, развитие фигурного катания, стали соревноваться с европейскими фигуристами на равных. Причём наметилась особая тенденция, американцы получали преимущество за счёт атлетичных, спортивных произвольных программ со сложными прыжками и скоростными вращениями, европейские фигуристы качественно выполняли обязательные фигуры, в произвольной программе больше внимания уделяя художественной стороне.
Первый послевоенный чемпионат мира в 1947 с преимуществом в один судейский голос выиграл Ханс Гершвилер из Швейцарии, за счёт преимущества в фигурах, несмотря на два падения в произвольной программе. После него успех к представителю швейцарской школы пришёл лишь к Стефану Ламбьелю (выигрывал в 2005 и 2006).
Однако затем в мужском одиночном катании воцарились американцы прежде всего с высококачественными в техническом плане элементами и в соответствии с правилами стандартными постановками программ. Дик Баттон выигрывал в 1948—1952 за счёт лихо выполненных прыжков, ввёл прыжки во вращения. В 1953—1959 выигрывали братья Хейс Алан и Дэвид Дженкинсы. Рональд Робертсон овладел тройным сальховом и огромной скоростью вращений. Пятью разными тройными прыжками овладел Терри Кубичка. После долгого перерыва позднее добились успеха Скотт Хамильтон (1981—1984), Брайан Бойтано (1986, 1988) и др.
В 1960-е годы пришёл успех к фигуристам из других стран: известному французскому тренеру Жаклин Водекран, тренировавшей в своей школе Федеральный центр фигурного катания в Булонь-Биланкуре, удалось вывести в лидеры двух выдающихся фигуристов — Алена Жилетти (выиграл в 1960, в основном за счёт высококачественных фигур) и Алена Кальма (выиграл в 1965, кроме фигур уделявший внимание эстетической стороне, постановке и оригинальным «элементам между элементами»).
Французский тренер Пьер Брюне (Pierre Brunet) вывел в 1962 в чемпионы канадца Дональда Джексона за счёт рекордных прыжков и прежде всего первого в мире тройного лутца, за что судьи выставили семь оценок 6,0 за технику.
В 1966—1968 в лидеры вышли австрийцы, ученики Герты Вахтер (Herta Wachter) Эммерих Данцер  и Вольфганг Шварц (Wolfgang Schwarz), одинаково успешно выступавшие как в фигурах, так и в произвольной программе.
В канадской школе одним из ярчайших в художественном, артистическом плане стал Толлер Крэнстон, ученик Эллен Бурки главное внимание уделял постановкам программ, внёс ряд оригинальных вращений, спиралей и шагов, вошли в историю и его показательные вступления. Также отличались своим стилем Брайан Орсер (выигрывал в 1987) и Курт Браунинг (1989—1991 и 1993). Рекордным прыжкам уделял внимание Элвис Стойко (1994—1995 и 1997).
Английская школа отличалась академичным катанием с высочайшим качеством элементов, олимпийскими чемпионами стали Джон Карри (1976) и Робин Казинс (1980).
В немецкой школе стабильно выступавший в обоих видах Манфред Шнелльдорфер выиграл Олимпиаду и чемпионат мира в 1964, в 1979 году появился гибкий пластичный музыкальный одиночник Норберт Шрамм (представлял ФРГ), владевший пятью разными тройными прыжками.
К 1970-м годам вышли в лидеры и представители социалистических стран. В 1971—1972 чемпионом мира стал Ондрей Непела из Чехословакии, ученик тренера Хильды Мудры, получавший преимущество не только в школе, но и в произвольной программе за счёт прыжков. В 1980-е годы Йозеф Сабовчик выполнял тройной аксель и делал попытки четверного прыжка.
Развивала свою школу и тренер из ГДР Ютта Мюллер, в лидеры вышли Гюнтер Цоллер, а затем Ян Хоффман, (выиграл в 1974 и 1980, вторым в истории повторив тройной лутц).
В 1990-е годы успех пришёл к российскому тренеру Алексею Мишину. Необычайно гармоничным стилем отличались Алексей Урманов (выиграл Олимпийские игры в 1994) и особенно Евгений Плющенко (выигрывал в 2001, 2003—2004 и олимпиаду в 2006) и Алексей Ягудин (выигрывал чемпионаты мира в 1998—2000 и 2002, Олимпийские игры-2002). В эти годы стала готовить одиночников и тренер Татьяна Тарасова, органично сочетая яркие по постановкам, перенасыщенные оригинальными движениями и позами программы с самыми сложными элементами, её ученик Илья Кулик единственный из лидеров выполнил четверной прыжок на Олимпиаде-1998, стал чемпионом. С 1999 года Тарасова стала тренировать Ягудина. С этого периода острое соперничество Плющенко и Ягудина привело к огромному толчку в развитии ими всех сторон фигурного катания как в художественном, так и в техническом плане, намного опережая остальных, они впервые выполняли гармоничные эстетичные цельные программы с рекордными элементами, с несколькими четверными прыжками, причём делая эти прыжки в рекордных каскадах (в том числе состоящих из четверного, тройного и двойного, а затем даже четверного и двух тройных прыжков), резко усложнив вращения (Плющенко впервые среди мужчин выполнил вращение бильман) и дорожки шагов (т. н. «ягудинские дорожки»), за что судьи многократно выставляли им оценки 6,0, в том числе и на Олимпиадах. Спортивное противостояние Ягудина и Плющенко на чемпионатах мира продолжалось в течение семи лет подряд с 1998 по 2004 год.

## Структура соревнований
Соревнования по мужскому одиночному фигурному катанию в последние годы проходят по следующей схеме: все участники исполняют короткую программу, а 24 лучших по итогам короткой программы затем исполняют произвольную. Если участников набирается очень много (это обычно бывает на чемпионатах Европы и мира), то для исполнения короткой программы их делят на две большие группы. В «утреннюю» группу попадают слабейшие спортсмены (имеющие наименьший рейтинг ИСУ) и порядок их выступлений определяется простой жеребьёвкой. В «вечернюю» попадают участники с более высоким рейтингом, причём последние две разминки обязательно составляют 12 самых высокорейтинговых спортсменов. Общий результат турнира получается простым сложением баллов, полученных участниками в короткой и произвольной программах.
В прошлом формат соревнований отличался от современного. Существовал квалификационный раунд, во время которого спортсмены исполняли произвольную программу, после чего 30 лучших выходило в короткую программу и затем 24 сильнейших вновь исполняли произвольную.
До 1990 года соревнования одиночников начинались с исполнения обязательных фигур — «школы». Все участники должны были начертить на льду круги, включающие в себя определённые типы поворотов, после каждого исполнения судьи выходили на лёд и изучали оставленный участником след. Первоначально оценка за «школу» составляла большу́ю долю итогового результата турнира, однако постепенно под давлением телевидения, считавшего эту часть программы скучной для телезрителя, её удельный вес снижали, пока не отменили совсем.